# Eugen Felix
Eugen Felix (původní jménem Veith Ehrenstamm, 27. dubna 1837, Prostějov – 21. srpna 1906, Vídeň) byl rakouský malíř. Původní jméno měl po svém dědečkovi, textilním proůmyslníku Veithu Ehrenstammovi.

## Životopis
Eugen Felix byl žákem Ferdinanda Georga Waldmüllera a Carla Rahla. Poté se učil v ateléru Leóna Cognieta v Paříži. V roce 1865 se přestěhoval do Vídně, kde od roku 1866 pořádal pravidelné výstavy. Později se stal členem Wiener Künstlergenossenschaft, od roku 1891 jeho předsedou. Původně se specializoval na církevní a žánrové malířství, v pozdějších letech se věnoval mytologickým tématům.